# Inanda congoana
Inanda congoana är en skalbaggsart som beskrevs av Louis Burgeon 1945. Inanda congoana ingår i släktet Inanda och familjen Melolonthidae. Inga underarter finns listade i Catalogue of Life.